# Fondation Heart Angel
La Fondation Heart Angel a été créée en 2015 à Abidjan, Côte d'Ivoire par la médaillée olympique franco-canadienne, Marlene Harnois afin de contribuer à la promotion et au développement du sport, de l'éducation et de la culture, et d'encourager la jeunesse africaine dans la réalisation de leurs rêves.
Lors des Jeux Olympiques de Rio, deux jeunes champions soutenus par la Fondation Heart Angel ont marqué l'histoire de la Côte d'Ivoire. Le taekwondoine Cheick Cissé est devenu le premier Champion Olympique et Ruth Gbagbi la première femme médaillée Olympique. L'année suivante, elle devient la première Championne du Monde.

## Histoire
La Fondation Heart Angel a été fondée à la suite d'une rencontre entre la médaillée olympique franco-canadienne, Marlene Harnois,, l'Ivoirien Alban Mobio, le Camerounais Kevin Ketchanga et de jeunes champions de taekwondo, en Afrique de l'Ouest,,
L’objectif est de contribuer à la promotion et au développement de l’éducation, la culture et le sport, ainsi qu’en véhiculant les valeurs de l’Olympisme pour toucher, rejoindre et inspirer la génération future afin qu’elle devienne à son tour, acteur de changement.
Les missions de la Fondation Heart Angel sont également de permettre à de jeunes champions de bénéficier de matériel sportif ainsi que de l'expertise des ambassadeurs, de contribuer au développement de bibliothèques sociales et d'intervenir en milieu scolaire pour promouvoir les valeurs du sport et l'éducation.
Le 19 août 2016, lors des Jeux olympiques de Rio de Janeiro, Ruth Gbagbi, une athlète ivoirienne qui avait bénéficié de matériel sportif et du soutien de la Fondation Heart Angel, tout au long de l'aventure olympique, est devenue la première femme médaillée olympique de l'histoire de la Côte d'Ivoire, en remportant une médaille de bronze, en taekwondo, dans la catégorie des moins de 67 kilos. Quelques heures plus tard, Cheick Cissé, un athlète ivoirien également soutenu par la Fondation Heart Angel est devenu le premier Champion olympique de l'histoire de la Côte d'Ivoire en décrochant une médaille d'or, en taekwondo, dans la catégorie des moins de 80 kilos. Ils sont depuis ambassadeurs de la Fondation Heart Angel,.

## Missions

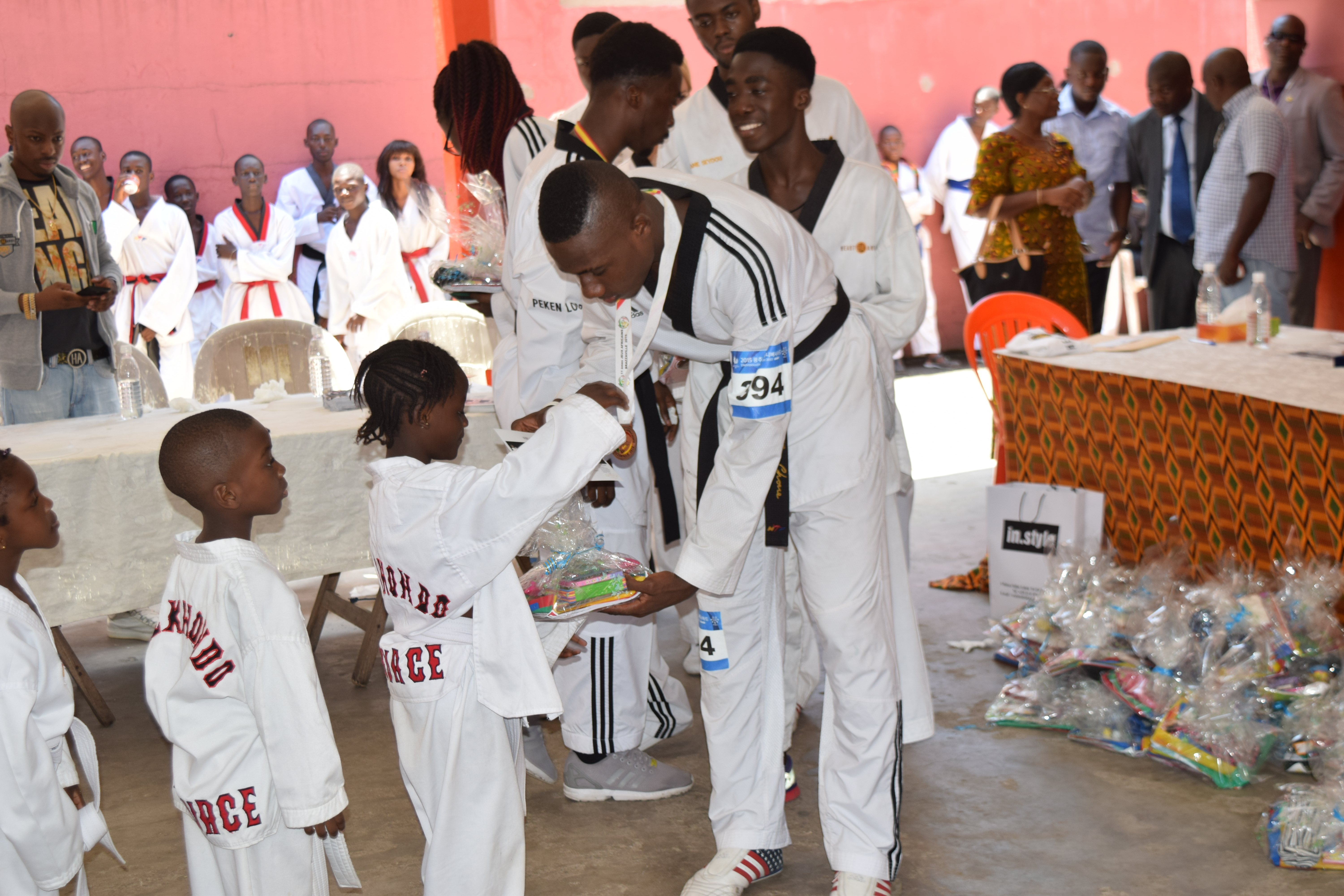
Don de cahiers scolaires et de matériel sportif

Les missions actuelles de la Fondation Heart Angel sont : 
- la promotion de l'éducation, la culture et les valeurs du sport [11],[12]
- accompagner la jeunesse africaine dans la réalisation de leurs rêves [13],[14]
- le développement de bibliothèques sociales en Afrique de l'Ouest[15]

## Ambassadeurs
- Marlene Harnois, médaillée olympique, France[16],[17],[18]
- Cheick Cissé, champion olympique, Côte d'Ivoire [19],[20]
- Ruth Gbagbi, médaillée olympique, Côte d'Ivoire [21]
- Mamina Koné, Olympienne, Côte d'Ivoire